# Gabriel Ruelas
Gabriel Ruelas est un boxeur mexicain né le 23 juillet 1970 à Yerbabuena.

## Carrière
Champion d'Amérique du Nord des super-plumes en 1991, il devient champion du monde WBC de la catégorie le 17 septembre 1994 en battant aux points Jesse James Leija. Ruelas conserve deux fois cette ceinture puis est détrôné par Azumah Nelson le 1er décembre 1995 (arrêt de l'arbitre à la 5e reprise).